# Eszteró István
Eszteró István (Végvár, 1941. március 19.–) romániai magyar költő, az Erdélyi Magyar Írók Ligájának tagja.

## Karrierje
Általános iskolai tanulmányait Végvár településen és Gátalján, középiskolai tanulmányait Lugoson és Temesváron végezte. Felsőfokú tanulmányait a kolozsvári Babeș–Bolyai Tudományegyetem Filológia Karán magyar nyelv és irodalom szakon végezte el, 1965-ben. Újtusnádon, Resicabányán, Temesrékason, Bodófalván, Végvár településen illetve a temesvári Electromotor Líceumban és a Bartók Béla Líceumban volt magyartanár 2003-ig, nyugdíjazásáig.

## Kötetek
- Üveges (Facla, Temesvár), 1983
- Gondolatok a hölgytárban. Versek (Irodalmi Jelen Könyvek, Arad), 2004
- Egy könnyű garni (Irodalmi Jelen Könyvek, Arad), 2005
- Nirvána gombostűje. Versek / Eszteró gombostűje; Erdélyi Gondolat, Székelyudvarhely, 2009
- Haza a magányban. Epigrammák könyve; Concord Media Jelen, Arad, 2016
- Róma felett az ég újra lángol. Versek; Kriterion, Kolozsvár, 2020 (Opus könyvek)

## Antológiák
- Hangrobbanás (13 fiatal költő, Facla, Temesvár), 1975
- Lépcsők (Temesvár), 1975, 1980, 1984
- Ezredvég-Tavasz, 1990
- Ezredvég-Nyár, 1990
- Ezredvég-Ősz, 1992
- Ezredvég-Tél, 1998
- Szárnyak és hullámok (Szeged), 2002
- Üzenet társainak (Csongrád), 2003, 2004

## Díjak
- Szép vagy alföld költői verseny aranyoklevele, Csongrád, 2003
- Erdélyi Magyar Írók Ligája, Irodalmi Jelen költészeti díj, 2005